# Georg August Lumbye
Georg August Lumbye, född 26 augusti 1843 i Köpenhamn, död 30 oktober 1922, var en dansk musiker. Han var son till Hans Christian Lumbye och bror till Carl Christian Lumbye.
Lumbye sökte 1867–68 vidare utbildning vid Pariskonservatoriet och var liksom brodern orkesterledare vid olika etablissement, bland annat 1870–80 på Blanchs café i Stockholm och 1891–97 i Tivolis konsertsal. Förutom en talrik rad danser skrev han bland annat en del småsånger och musik till operetten Heksefløjten samt några vaudeviller.